# Marija Vasil'evna Smirnova
Marija Vasil'evna Smirnova (in russo Мария Васильевна Смирнова?; Vorob'ëvo, 31 marzo 1920 – Tver', 10 giugno 2002) è stata un'aviatrice sovietica, decorata come eroe dell'Unione Sovietica.

## Biografia

### Infanzia e gioventù
Marija Vasil'evna Smirnova nacque il 31 marzo 1920, nel villaggio di Vorob'ëvo, Governatorato di Tver' (RSFS Russa), in una famiglia di contadini originari della Carelia. Dopo aver frequantato la scuola del villaggio fino all'età di tredici anni, si trasferì nella città di Kalinin (l'attuale Tver'), dove studiò alla Scuola Pedagogica di Lichoslavl' per tre anni, diplomandosi nel 1936 e lavorando poi brevemente come maestra elementare a Poljuž'e, nello Spirovskij rajon.
Ritornò poi a Kalinin, dove cominciò a volare nel locale club di volo gestito dalla associazione paramilitare Osoaviachim (in russo ОСОАВИАХИМ, Союз обществ содействия обороне и авиационно-химическому строительству СССР?, "Società per la promozione della difesa, dell'aviazione e della chimica", Nel frattempo lavorava in un asilo infantile. Poco dopo, nel 1939, si diplomò al club di volo, unica donna del proprio corso. Nel maggio del 1940 abbandonò il suo lavoro di maestra d'asilo diventando istruttrice di volo a tempo pieno.

### Seconda guerra mondiale
L'8 ottobre 1941 i giornali pubblicarono un avviso del Comitato Centrale del Komsomol per il reclutamento volontario dei mebri del Komsomol nell'esercito. Smirnova aderì offrendosi come volontaria.
Più tardi, nel febbraio del 1942, entrò nella Scuola dell'Aviazine Militare di Engels, diventando pilota nel 588º Reggimento bombardamento notturno, uno dei tre reggimenti di aviazione formati da donne e fondati da Marina Raskova. La sua unità era comandata da Evdokija Beršanskaja, maggiore. Il reggimento era interamente formato da donne volontarie, dai tecnici ai piloti, tutte con una età attorno ai vent'anni.

Il 23 maggio del 1942, dopo aver completato il proprio addestramento, il reggimento fu trasferito alla 218ª divisione di bombardamento notturno sul Fronte Sud, di stanza nell'aerodromo di presso il villaggio di Trud Gornjaka, non lontano da Vorošilovgrad). La stessa Marina Raskova le accompagnò alla loro destinazione e, prima di fare ritorno a Engels, pronunciò un commovente discorso di addio. Nella sua nuova collocazione il reggimento fu collocato nel "4.º Esercito Aereo", sotto il comando del Maggiore generale Konstantin Veršinin.
L'8 febbraio del 1943, il 588º Reggimento bombardamento notturno ricevette il rango di Guardia è il suo nome cambiò in 46.º Reggimento di Bombardamento Notturno della Guardia, è poco più tardi ebbe anche il nome onorifico di «Taman» per la sua eccezionale azione durante i duri combattimenti aerei nella Penisola di Taman'.
Dato che Smirnova aveva una lunga esperienza di volo fu nominata vice-comandante di squadrone. Successivamente, nell'agosto del 1943, fu promossa a comandante di squadrone, carica che prese molto sul serio. Rapidamente infatti sviluppò la reputazione di un ufficiale attento a mantenere una stretta disciplina tra li propri subordinati.  Durante la guerra partecipò a campagne di bombardamento contro le forze tedesche nel nord del Caucaso, sul fiume Mius, durante la liberazione del Donbass, nel Kuban', in Crimea, in Bielorussia e in Polonia.

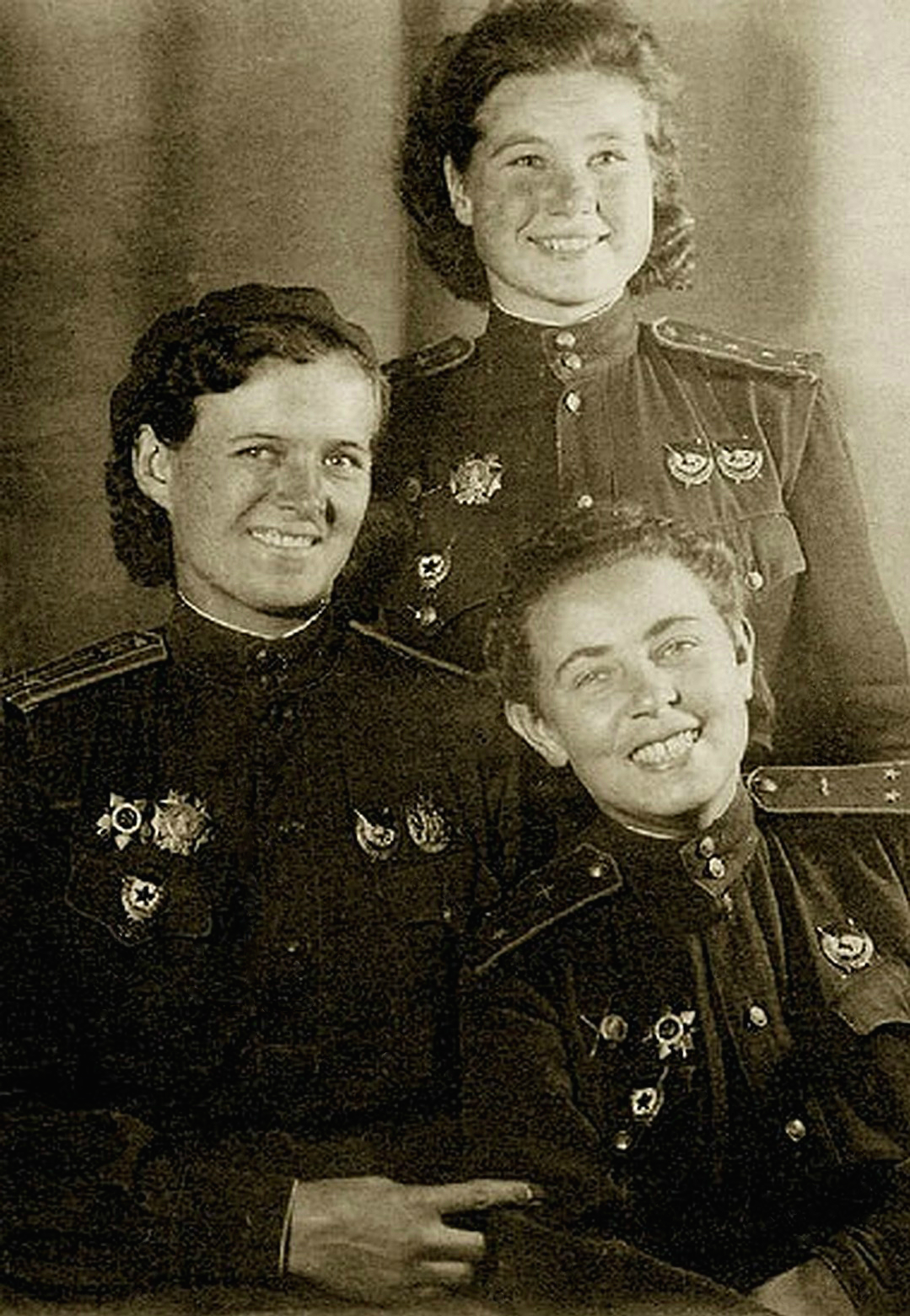
Ufficiali del 46.° Reggmiento di Aviazine da bombardamento notturno della Guardia Tamánː Evdokija Beršanskaja (a sinistra), Marija Smirnova (in piedi) e Polina Gel'man (a destra)

Il 22 settembre del 1943 divenne il primo membro del suo reggimento ad avere realizzato 500 missioni di combattimento. All'inizio del mese era stata candidata per il titolo di Eroe dell'Unione Sovietica per avere portato a termine 441 missioni. La domanda fu respinta, però a Smirnova fu invece conferito l'Ordine di Aleksandr Nevskij. Lei e la sua compagna d'armi Evdokija Nikulina furono le prime donne a ricevere questa prestigiosa decorazione. Meno di un anno dopo, nell'agosto del 1944, fu nuovamente candidata alla decorazione per avere realizzato un totale di 805 missioni. In questa occasione l'Alto Comando le conferì la più alta decorazione dell'Unione Sovietica ed il titolo onorifico dei Eroe dell'Unione Sovietica, che ricevette il 26 ottobre del 1944. Alla fine della guerra aveva realizzato un totale di 935 di missioni di combattimento con il vecchio biplano Polikarpov Po-2, lanciando un totale di 118 tonnellate di bombe sugli obiettivi nemici.

### Dopoguerra
Dopo la guerra, la comandante del reggimento Evdokija Beršanskaja mandò María Smirnova e la sua compagna Ekaterina Rjabova a frequentare la Accademia della Forza Aerea (in seguito chiamata "Accademia della Forza Aerea Gagarin"), ma le due non furono ammesse perché ai corsi non erano ammesse le donne.
Con lo scioglimento del reggimento, avvenuto nell'ottobre del 1945, Smirnova abbandonò l'esercito, dopo che una commissione medica la aveva dichiarata non adatta a proseguire la sua attività di pilota. Dopo poco si sposò con un compagno, il veterano Nikolaj Ljubimov, navigatore. La coppia ebbe due figli: Natal'ja e Tat'jana. Smirnova nel 1954 si diplomò alla Scuola di Partito di Tambov, e lavorò poi brevemente come istruttrice politica nel dipartimento di propaganda del Comitato di Partito di Tambov, passando poi al Comitato di Partito del distretto di Pošechon'e-Volodarsk, dove rimase fino al 1955.
Nel 1956, la coppia traslocò a Kalinin (oggi Tver'), e Smirnova inizialmente lavorò come direttrice di un asilo infantile, accettando poi in lavoro nel Comitato Regionale del partito. Più tardi ebbe per breve tempo un posto da ingegnera presso il Dipartimento del personale del Consiglio Economico di Kalinin, ma dopo poco vennero sciolti tutti i consigli economici dell'URSS e passò a lavorar come capa del personale di una fabbrica, rimanendovi fino al 1972.{
Oltre che essere membro del Partito comunista fu anche membro del Consiglio dei veterani di Guerra. Morì a Tver' il 10 luglio del 2002 e fu sepolta nel cimitero Dmitrovo-Čerkassy.

## Onorificenze
María Smirnova ricevette le seguenti decorazioniː